# Kosovare Asllani
Kosovare Asllani (Kristianstad, 1989. július 29. –) svéd női válogatott labdarúgó. Az olasz Milan támadója.

## Pályafutása

### Klubcsapatokban
Kristianstadban koszovói-albán származású családban született. A labdajátékok iránti szeretetét hamar felfedezte és a labdarúgás mellett floorballt is játszott. Végül 15 évesen döntött a futball mellett, amikor a másodosztályú Vimmerbynél lehetőséget kapott. Az itt töltött időszak alatt 48 mérkőzésen 49 gólt szerzett.

#### Linköping
2007-ben elfogadta a Damallsvenskanban érdekelt Linköping ajánlatát, ahol első szezonjában általában csereként lépett pályára, de fáradhatatlan, kitartó hozzáállása a következő szezonban a csapat egyik meghatározó játékosává emelte.

#### Chicago Red Stars
Az amerikai Chicago Red Stars 2009. decemberében igazolta le és olyan társak mellett képezhette tovább magát, mint Karen Carney, Cristiane, Formiga, Kate Markgraf és az akkor még szintén szárnyait bontogató Jessica McDonald és Megan Rapinoe. Játékával hamar a szurkolók szívébe lopta magát, a bajnokság 7. fordulójában pedig a Hét játékosa címet is megszerezte.
Magabiztos, gyors, pimasz, kifinomult és könnyed játékstílussal rendelkező játékos. Az elmúlt három szezonjában látványos fejlődésen ment keresztül. Kétségtelenül  a legtehetségesebb svéd labdarúgót hoztuk a Red Starshoz.
A bajnokságot a hatodik helyen zárta csapatával, következő szezonját pedig újra Linköpingben kezdte.

#### Linköping
A ŽNK Krka, a Sparta Praha és az Arsenal ellen összesen négy találatot szerzett a Bajnokok Ligájában. A pontvadászat hajrájában azonban combsérülést szenvedett, felépülése után pedig a Kristianstadhoz igazolt.

#### Kristianstad
Szülővárosában 15 meccsen 7 találatával segítette a bajnokság ötödik helyére együttesét.
Szerződése lejárta előtt jelentkezett be érte a Paris Saint-Germain és bár a klubok nem tudtak megegyezni az átigazolási díjról, Kosovare aláírt a francia egyesülethez.

#### Paris Saint-Germain
Ha győztes csapatot akar, akkor svéd csatárra van szüksége.

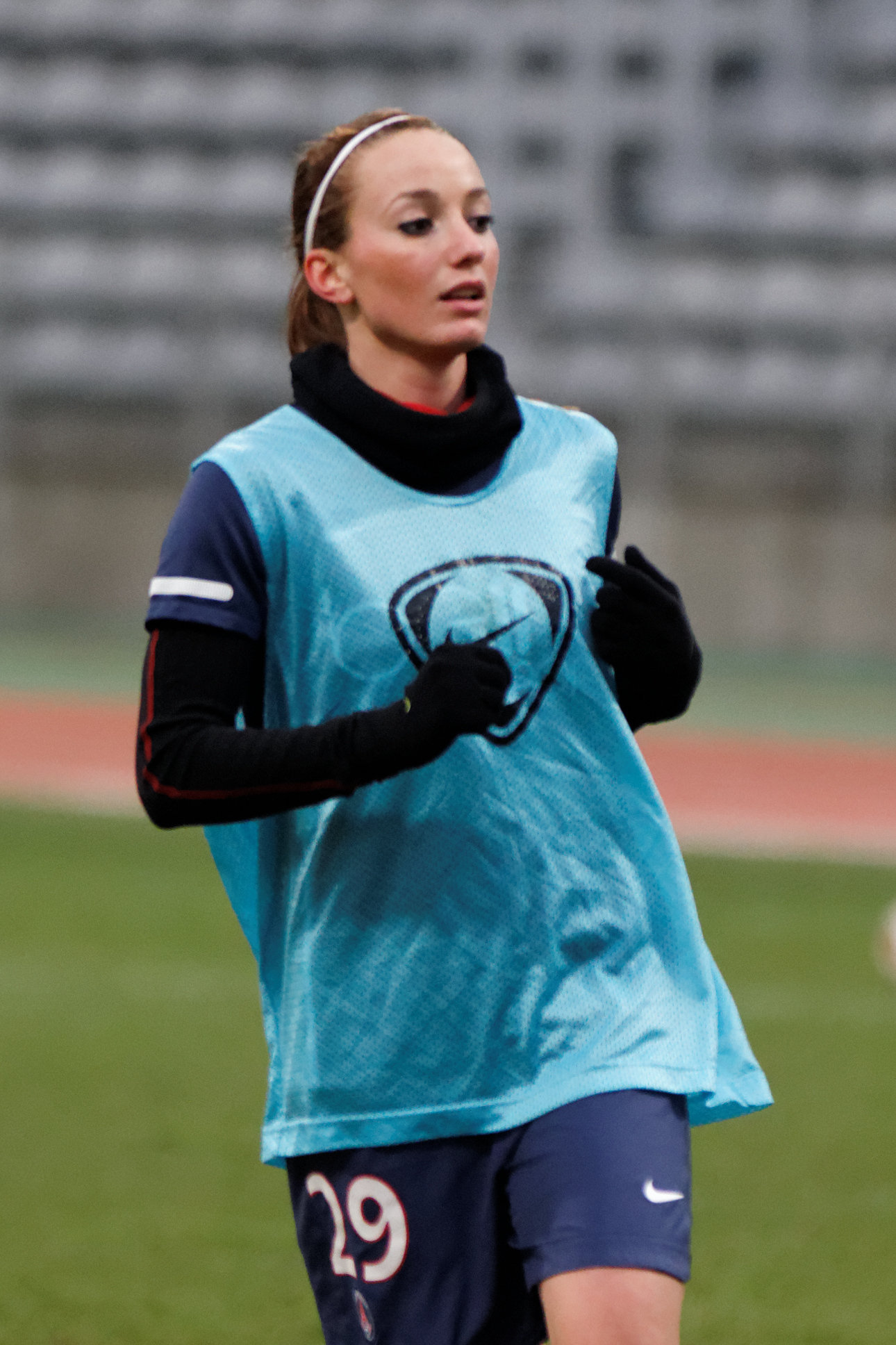
2013-ban bemelegítés közben a PSG színeiben.

Első idényében 19 mérkőzésen 17 gólt termelt, a Paris Saint-Germain pedig a második helyen végzett a francia élvonalban. Négy évet húzott le a párizsiaknál, de a dobogó második fokánál feljebb nem sikerült kerülnie a kék-pirosakkal.
Utolsó mérkőzését a La Roche-sur-Yon ellen játszotta, majd új kihívást keresve jelentette be távozását.

#### Manchester City
2016. január 22-én a Manchester City gárdájához kétéves szerződést írt alá. A bajnokságban 17 mérkőzést játszott, melyeken 1 találatot ért el. A Cityvel ugyan megnyerte a pontvadászatot, a következő szezonban viszont összesen 4 bajnokit abszolvált, 1 góllal a neve mellett. Szerződését nem hosszabbította meg és az idény végeztével visszatért Svédországba.

#### Linköping
A Linköping már második alkalommal vált célpontjává és 2017. augusztusában két és fél évre kötelezte le magát a 2016-os svéd bajnokcsapathoz. 27 találkozón 8 góljával segítette megőrizni klubjának a bajnoki címet és a 2017–2018-as Bajnokok Ligájában a negyeddöntőben buktak el korábbi csapata, a Manchester City ellen.

#### Real Madrid
A Real Madrid tulajdonában lévő spanyol CD Tacón 2019. július 18-án megerősítette, hogy Asllani aláírt a madridi csapathoz és ezzel a Real női szakosztályának első hivatalos igazolása lett.

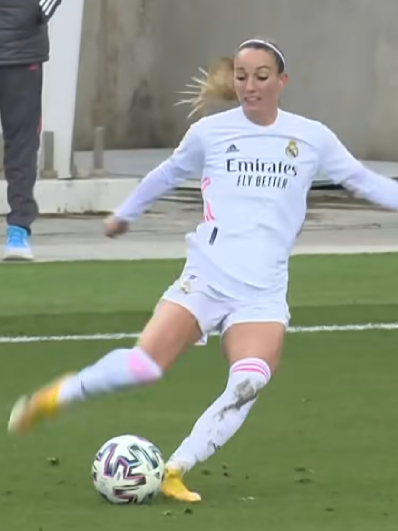
A Real Madrid színeiben 2021-ben

Első szezonjában öt alkalommal zörgette meg ellenfelei hálóját 17 lejátszott találkozón.
A Real Madrid bemutatkozó idényében a 2020-as esztendő végén 13 meccsen 9 gólt ért el, majd egy kéthónapos góltalansági széria után, mindössze három perc alatt szerzett mesterhármast a Valencia ellen 3–1 arányban megnyert bajnokin.

#### Milan
A Milan a 2022–2023-as szezontól, két évre szerezte meg játékjogát.

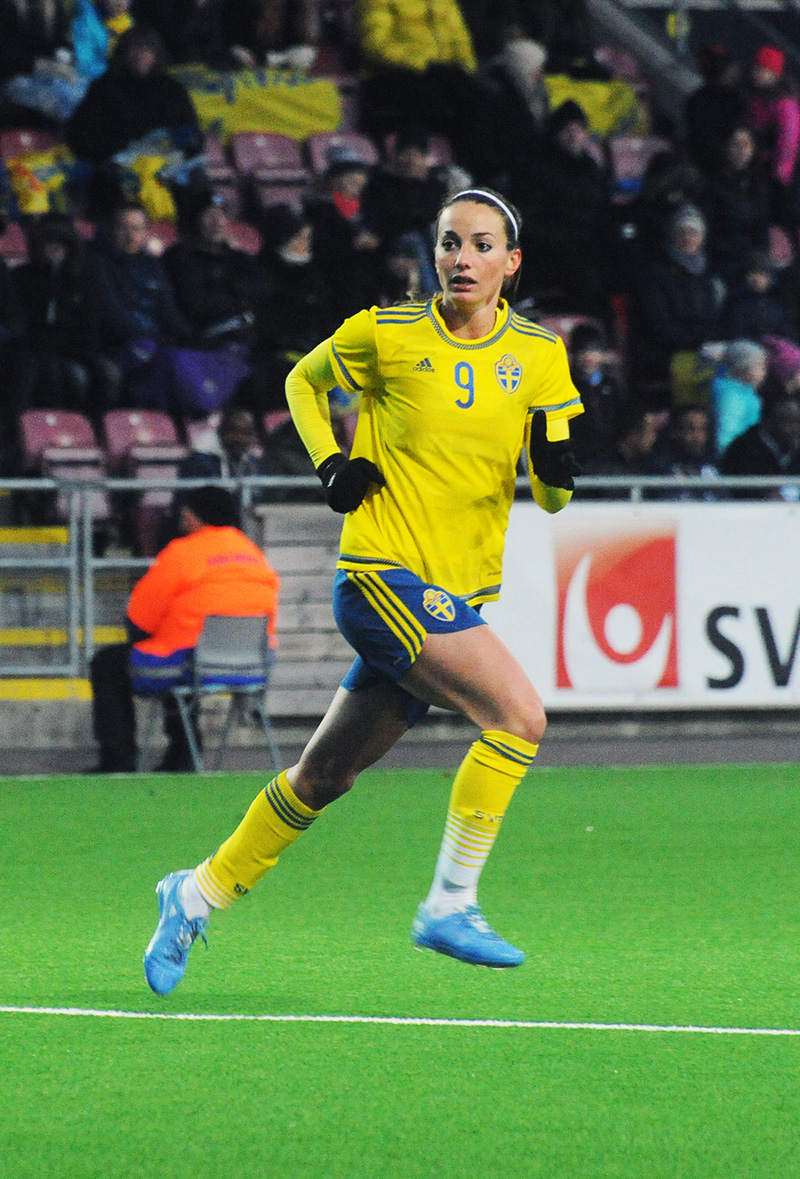
2015-ben a Svájc elleni mérkőzésen.

## Sikerei

### Klubcsapatokban
Svéd bajnok (1):
- Linköping (2): 2009, 2017

 Svéd kupagyőztes (1):
- Linköping (1): 2009

 Svéd szuperkupa győztes (1):
- Linköping (1): 2009

 Francia bajnoki ezüstérmes (4):
- Paris Saint-Germain (4): 2012–2013, 2013–2014, 2014–2015, 2015–2016

 Angol bajnok (1):
- Manchester City (1): 2016

 Angol ligakupa-győztes (1):
- Manchester City (1): 2016

Bajnokok Ligája döntős (1):
- Paris Saint-Germain (1): 2014–15

### A válogatottban
Svédország
- Világbajnoki bronzérmes (2): 2011, 2019
- Olimpiai ezüstérmes (1): 2016, 2020[12]
- Algarve-kupa győztes: 2018

### Egyéni
- Az év játékosa (Gyémántlabda-díj): 2017[13]
- Golden Foot-díj: 2022[14][15]

## Asllani Court
2018. október 8-án Asllani Court néven edzőpályát avattak fel Kosovare pályafutásának kezdeti helyszínén Vimmerbyben.